# 网脉守宫木
网脉守宫木（学名：Sauropus reticulatus），为大戟科守宫木属下的一个植物种。